# Bernardino Freire de Figueiredo Abreu e Castro
Bernardino Freire de Figueiredo Abreu e Castro (Nogueira do Cravo, c. 1809 — Moçâmedes, 14 de Novembro de 1871), foi um escritor, historiador, professor e explorador português do século XIX. Em 1839, emigrou para o Brasil, tendo ficado por dez anos em Recife. Partiu para Angola em 1849 com um grupo de portugueses, onde foi fundador de Moçâmedes e permaneceu até o fim de sua vida.

## Biografia
Filho de Alexandre Campos de Abreu e Vasconcelos e de D. Rita de Figueiredo, foi batizado em 14 de Dezembro de 1809, mesmo ano do seu nascimento. Manteve sempre o seu estado civil de Solteiro, nunca tendo casado. Em 1829 matricula-se na Universidade de Coimbra, para cursar Direito. A guerra civil que se instala em Portugal, que opõe miguelista a liberais, leva-o a optar pela causa absolutista em 1830, levando-o a "alistar-se nos voluntários realistas, seguindo o partido de D. Miguel e fazendo toda a campanha às ordens dum seu próximo parente, general das armas da província.". Com o findar da guerra civil, em 1834, resultante da derrota das forças miguelistas e a assinatura da Convenção de Évora-Monte, decide por ficar em Lisboa mas, não concordando com o rumo político que o País atravessava, acaba por emigrar para o Brasil em 1839, fixando-se em Recife, onde renuncia a toda a atividade política e dedica-se ao ensino de História, Geografia e Latim, no Colégio Pernambucano.
Durante dez anos, Bernardino Freire de Figueiredo se torna uma personalidade conhecida no âmbito da vida pública recifense, os anúncios de suas aulas ministradas no Colégio Pernambucano eram corriqueiros nos jornais mais populares da época e, a partir de 1842, ele torna-se diretor do Colégio Santo Antônio, outro prestigiado colégio recifense, e sempre anunciando o lançamento de seus livros de caráter didático, como a sua História Geral, muito procurada e prestigiada na época, completa em 6 volumes, compreendendo, entre 1842 e 1848:
- História Sagrada do Antigo Testamento
- História da Vida de Jesus Cristo e dos Apóstolos até a dispersão dos Judeus, e daí até os nossos dias
- História Antiga e Grega
- História Romana e da Idade Média
- História Moderna
- História de Portugal e do Brasil

Escreve, ainda em Recife, no ano de 1847, o romance Nossa Senhora de Guararapes, descrito por ele como um romance "histórico, descritivo, moral e crítico", que tem por fundo os encontros sangrentos entre portugueses e holandeses em 1648 e 1649, nos altos montes de Guararapes, na região do Recife. A obra é tida como o primeiro romance pernambucano, mesmo que sua autoria se dê por um autor português. Sobre dedicar seu primeiro romance a Pernambuco, Bernardino escreveu: 
O autor que mui cordialmente ama Pernambuco, esta bella provincia, que tão generosamente o acolheu na sua desgraça, por um esforço, em verdade superior ao seu talento, aventurou a sua primeira producção litteraria neste genero, dedicando-a a objectos pernambucanos. O assumpto era digno de penna mais aparada; porém, se ella o não descreveu, como elle pedia, servirá ao menos de incentivo a outras para melhor o tratarem. [sic] 
Por volta de 1849, em meio a uma Recife assolada pela revolução praieira e pelo mata-marinheiro, crescente movimento antiportuguês, Bernardino escreve para a coroa portuguesa em busca de recursos para que possa partir de Pernambuco e refugiar-se em Angola, juntamente com outros emigrados, o que eventualmente empreendem a expensas do Governo Português, rumo a Angola refugiam-se um grupo de portugueses radicados em Pernambuco “que em número de 166, inclusive várias brasileiras casadas com portugueses, deixaram o Recife em 23 de Maio de 1849 com destino ao sul de Angola, onde chegaram a 4 de Agosto e onde se estabeleceram e fundaram a cidade e colônia de Moçâmedes”. 

Durante o resto de sua vida, Bernardino se pôs a empreender no desenvolvimento da colônia de Moçâmedes, tendo sido líder colonial e administrador de seus negócios agrícolas, Bernardino não permitia que fosse usada mão de obra escrava em sua fazenda. Escreve em 1857: 
[...] os poucos pretos com quem trabalho, podem hoje ser livres porque continuarão a ser úteis. Eduquei-os com boas maneiras e não com castigos bárbaros e por isso não me fogem e vivem satisfeitos. Não me agrada a distinção entre escravos e libertos, nem a admito na minha fazenda. Todos são agricultores com iguais direitos e obrigações.
Bernardino faleceu no dia 14 de novembro de 1871. Tinha 62 anos de idade. Faleceu quando regressava de Luanda, onde tinha ido em serviço da comunidade.

## Obras
- Compendio Elementar de Chronologia (1843)
- História Geral, completa em 6 volumes (1842-1845)
- Nossa Senhora dos Guararapes (1847, romance)